# Lasioglossum gattaca
Lasioglossum gattaca là một loài Hymenoptera trong họ Halictidae. Loài này được Danforth & Wcislo mô tả khoa học năm 1999.